# Kalmasaari (ö i Södra Karelen, Imatra, lat 61,29, long 28,95)
Kalmasaari är en ö i Finland. Den ligger i sjön Pieni-Kärinki och i kommunen Ruokolax i den ekonomiska regionen  Imatra ekonomiska region  och landskapet Södra Karelen, i den sydöstra delen av landet, 250 km nordost om huvudstaden Helsingfors. Öns area är 0,2 hektar och dess största längd är 60 meter i öst-västlig riktning.